# تل گودزرشک
تل گودزرشک مربوط به سده‌های اولیه دوران‌های تاریخی پس از اسلام است و در شهرستان مرودشت، بخش مرکزی، دهستان مجد آباد، ۵۰ متری غرب روستای گود زرشک واقع شده و این اثر در تاریخ ۲۳ بهمن ۱۳۸۵ با شمارهٔ ثبت ۱۷۲۵۶ به‌عنوان یکی از آثار ملی ایران به ثبت رسیده است.